# Shadowboxing
Shadowboxing es el octavo episodio de la cuarta temporada (Redemtiopn) de la serie de TV estadounidense Héroes por la productora NBC. El episodio se estrenó el día 9 de noviembre de 2009.

## Trama
Claire y Gretchen se las arreglan para convencer a Ashlen y Olivia de que imaginaron ver a Claire sanar y a Rebecca volverse invisible. Una vez que se van Gretchen le declara a Claire que deben cuidarse mutuamente. Más tarde Claire se enteran de que Ashlen y Olivia no recuerdan nada debido ala intervención de Noah y el haitiano. Eventualmente Claire intenta utilizar al haitiano para protegerse de Rebecca, sin embargo se ve en la obligación de deshacerse de él con tal de proteger a Gretchen que decidió volver a su casa por miedo a Rebecca. Una vez que Claire queda sola es visitada por Samuel Sullivan.
Mientras Noah queda solo en una habitación junto a la invisible Rebecca, la cual amenaza de muerte tanto a Claire como a Noah. En el momento en que Noah apunta a Rebecca son interrumpidos por una compañera de Rebecca, esta aprovecha la oportunidad y escapa haciéndose invisible. Samuel entonces le revela a Claire que Rebecca cambió cuando su padre fue asesinado en medio de una misión de Noah. En medio de la charla llega Noah, que apresa a Samuel. Cuando está subiéndolo a la camioneta es atacado por Rebecca pero Samuel, tomando el arma de Noah, le dispara voltios a Rebecca haciéndola visible. Noah los apunta a ambos pero se llevan una sorpresa, Rebecca y Samuel, cuando Claire convence a su padre de no dispararles. Samuel y Rebecca se retiran, mientras Noah se disculpa por su intervención. Esa misma noche Claire intentando dormir extraña a Gretchen que no ha regresado. 
Peter dotado de la habilidad de curar a los demás, comienza a utilizarlo en todos sus pacientes, consiguiendo salvar varias vidas. Sin embargo después de utilizarla en un paciente, Peter colapsa frente a Emma. Más tarde Peter le explica a Emma su situación actual y sus motivaciones, mientras Emma admite haber asistido a la escuela de medicina, aunque miente al decir que la expulsaron. Momentos después Emma da con el paradero de una niña que sufre de hemotórax, Peter acude a ayudarla e intenta sanarla pero es Emma quien se ofrece a salvarla aplicándole la toracocentesis, salvando así su vida. Más tarde Emma le confiesa a Peter que en realidad dejó la medicina, debido a que fue incapaz de salvar a su sobrino de que se ahogara, Peter la convence de que es una heroína y comienzan a tocar el piano. 
Sylar con el control del cuerpo de Matt, intenta buscar su cuerpo por su propia cuenta, dirigiéndose a visitar a Peter. Sin embargo el no tarda en lidiar con la conciencia de Matt el cual intenta retrasarlo lo más rápido posible, al insertarle un arma en el equipaje en una Terminal de aviones, obligando así a Sylar a viajar en automóvil. Sin embargo eso no le impide a Sylar asesinar a personas con el cuerpo de Matt. En la cafetería el pan tostado, Sylar dispuesto a saber el paradero de su cuerpo, intenta asesinar a la camarera Lynette, hecho que obliga a Matt a contarle lo que le hizo el día en que Sylar fue derrotado. Matt entonces aprovecha un descuido de Sylar para controlar en parte sus manos escribiendo algo en una servilleta. Sylar se prepara para continuar su viaje, pero es inmediatamente frenado por un gran número de policías. Sylar se da cuenta de que Matt puso un mensaje en la servilleta que lo incriminaba como un asesino, los policías le disparan a Sylar en el cuerpo de Matt, otorgándole el control de su cuerpo de nuevo, aunque con el enorme precio de morir por sus heridas. 
La conciencia de Nathan toma el control del cuerpo de Sylar y se marcha del carnaval, hasta llegar a su hermano Peter, pidiéndole ayuda desesperadamente.

## Curiosidades
- El método por el cual Emma rescata a Megan se llama Toracocentesis aunque es llamada incorrectamente Toracotomía.
- El nombre del Hatiano es revelado: Réne.

- Datos: Q6126781